# Авроровка
Авро́ровка (до 1948 года Башбе́к; укр. Авроровка, крымскотат. Başbek, Башбек) — исчезнувшее село в Первомайском районе Республики Крым, располагавшееся на северо-западе района, в степной части Крыма, на берегу реки Самарчик (сейчас — одна из ветвей Северо-Крымского канала), примерно в 4 км юго-западнее села Калинино.

## История
Судя по доступным историческим документам, деревня Башбек опустела вследствие эмиграции крымских татар в Турцию, во время, близкое к присоединению Крыма к России, и впервые встречается на карте 1842 года, где обозначены развалины деревни Башбек; также развалины обозначены на трёхверстовой карте 1865—1876 года.
Возрождено поселение было русскими переселенцами, как усадьба Наумова Коджанбакской волости Евпаторийского уезда в конце XIX века. По «…Памятной книжке Таврической губернии на 1900 год», в усадьбе Башбек числился 101 житель в 13 двора. По Статистическому справочнику Таврической губернии. Ч.II-я. Статистический очерк, выпуск пятый Евпаторийский уезд, 1915 год, в селе Башбек Коджамбакской волости Евпаторийского уезда числился 13 дворов (все дворы с землёй) с немецким населением в количестве 70 человек приписных жителей и 23 — «посторонних», из которых 54 мужчины и 39 женщин. Жители владели 990 десятинами удобной земли. В хозяйствах имелось 130 лошадей, 40 волов, 28 коров и 30 голов мелкого скота. Согласно списку 1915 года «…русских подданных из австрийских, венгерских или германских выходцев» землевладельцев, опубликованном в газете «Таврические губернские ведомости» в апреле 1915 года, при деревне Башбек значились наследники Георга Ангельда, имевшие 95 десятин земли и отдельно Август Иоганнович Ангельдт, владевший 78 дес.; наследники Адама Балтазаровича Барта имели 112 дес. и Валентин Барт — 95 дес. Леопольд Андрей Лоренцович имел 95 дес., Риттер Пётр Яковлевич — 124 дес. и его сын Мартын — 47 дес..
После установления в Крыму Советской власти, по постановлению Крымревкома от 8 января 1921 года № 206 «Об изменении административных границ» была упразднена волостная система и в составе Евпаторийского уезда был образован Бакальский район, в который включили село, а в 1922 году уезды получили название округов. 11 октября 1923 года, согласно постановлению ВЦИК, в административное деление Крымской АССР были внесены изменения, в результате которых округа были отменены, Бакальский район упразднён и село вошло в состав Евпаторийского района. Согласно Списку населённых пунктов Крымской АССР по Всесоюзной переписи 17 декабря 1926 года, в селе Башбек (русский), Ташкуинского сельсовета Евпаторийского района, числилось 7 дворов, все крестьянские, население составляло 38 человек, из них 29 немцев, 3 украинца, 1 грек. После создания 15 сентября 1931 года Фрайдорфского (переименованного в 1944 году в Новосёловский) еврейского национального района Башбек включили в его состав, а после разукрупнения в 1935 году и образования также еврейского национального Лариндорфского района (с 1944 года — Первомайский), село переподчинили новому району. Видимо, тогда же был образован Башбекский сельсовет, поскольку на 1940 год он уже существовал. Вскоре после начала Великой Отечественной войны, 18 августа 1941 года крымские немцы были выселены — сначала в Ставропольский край, а затем в Сибирь и северный Казахстан.
С 25 июня 1946 года селение в составе Крымской области РСФСР. Указом Президиума Верховного Совета РСФСР от 21 августа 1945 года Башбек был переименован в Авроровку, а Башбекский сельсовет — в Авроровский. В 1950 году, в результате укрупнения колхозов, Авроровский сельсовет был упразднён и село включили в Калининский. 26 апреля 1954 года Крымская область была передана из состава РСФСР в состав УССР. На 15 июня 1960 года село также числилось в составе Калининского. Авроровка ликвидирована к 1968 году (согласно справочнику «Крымская область. Административно-территориальное деление на 1 января 1968 года» — в период с 1954 по 1968 годы как село Калининского сельсовета).